# Neuquenocypris
Neuquenocypris es un género de ostrácodos continentales —actualmente fósiles— perteneciente a la familia Ilyocyprididae. Fue descrito por Musacchio en 1973 a partir de material del Cretácico Superior del Cono Sur. Registros posteriores lo ubican en formaciones cretácicas de Argentina y Brasil.

## Taxonomía y especies
El género está representado por especies bien definidas y varios taxones en asignación abierta:
- Neuquenocypris (Protoneuquenocypris) antiqua Musacchio, 1973 – especie tipo.
- Neuquenocypris calfucurensis (Musacchio, 1973) – se distingue por su ornamentación compleja.[4]
- Neuquenocypris tenuipunctata Musacchio & Simeoni, 1991 – identificado en Plottier, Neuquén, con más de 500 valvas.[5]
- Neuquenocypris nahuelniyuensis Musacchio, 1989 – seis valvas recuperadas en Babilonia (Neuquén).
- Neuquenocypris calfucurensis – tres fragmentos de valva en Babilonia.
- Neuquenocypris cf. minor – material indeterminado en Zampal.
- Neuquenocypris tenuipunctata – cinco valvas adultas y tres juveniles en Babilonia (confirmado en Plottier).[6]

## Distribución geográfica y cronológica
Se han registrado en afloramientos continentales del Cretácico Superior (Coniaciano–Maastrichtiano) y Daniense del Paleoceno en Argentina (Plottier, Pozo D‑129, Yacoraite) y Brasil (Formación Quiricó). Estos ostrácodos suelen encontrarse en sedimentos fluviolacustres bajos en energía.

## Paleoecología
Las asociaciones recuperadas en la Formación Plottier indican un paleoambiente de río meandriforme o lago oxbow con agua dulce oligohalina fluctuante. La familia Ilyocyprididae es dominante en estas condiciones, junto con otros géneros como Vecticypris.

## Importancia biocronológica
- Neuquenocypris se emplea como taxón guía en bioestratigrafía continental cretácica y daniana del sur de Gondwana.
- Su presencia en múltiples formaciones patagónicas y brasileñas permite correlaciones paleobiogeográficas continentales.